# Honorat Gil i Barberà
Honorat Gil i Barberà (Alfarb, segle xix - 29 de gener de 1929) fou un músic valencià, virtuós de la dolçaina. Va ser l'intèrpret a la primera gravació amb este instrument.